# 橋本和芳
橋本 和芳（はしもと かずよし、1981年5月26日 - ）は、元北陸朝日放送のアナウンサー。

## 来歴
栃木県芳賀郡二宮町（後の真岡市）出身。武蔵大学社会学部卒業。
2005年4月に北陸朝日放送に入社し、同期の斉藤彩とともに同局のアナウンサーになる。また在籍中に結婚し、2児の父になる。
2016年3月いっぱいで北陸朝日放送を退社。同時にアナウンス業からも引退し、栃木県宇都宮市にある株式会社新朝プレスに入社。『月刊タウン情報 もんみや』(monmiya) の編集に携わり、2021年6月時点では同誌の副編集長を務めている。

## 受賞歴
- 第5回（2006年）ANNアナウンサー賞 高校野球実況部門 奨励賞[4]
- 第6回（2007年）ANNアナウンサー賞 高校野球実況部門 奨励賞[5]
- 第7回（2008年）ANNアナウンサー賞 高校野球実況部門 優秀賞[6]
- 第17回（2013年）日本放送作家協会・中部テレビ大賞 協会本部特別賞[7]
  - 受賞作：『魂の“けんかノック”〜星稜・山下野球と甲子園〜』、橋本の担当：ディレクター、ナレーター[8]
- 第52回（2015年）ギャラクシー賞 テレビ部門 奨励賞[9]
  - 受賞作：『9回裏〜星稜 vs 小松大谷 大逆転の明暗〜』、橋本の担当：ディレクター[10]
- 平成27年（2015年）日本民間放送連盟賞 テレビエンターテインメント番組部門 優秀賞[10]
  - 受賞作：『9回裏〜星稜 vs 小松大谷 大逆転の明暗〜』、橋本の担当：ディレクター

## 担当番組
- 高校野球中継 - 実況担当[一次資料 4]
- HABスーパーJチャンネル金曜版[一次資料 2] → HABスーパーJチャンネル金曜Ban[一次資料 6]
- 北陸ビジネスサテライト[一次資料 2]
- 土曜はドキドキ[一次資料 4]
- HAB週刊Jチャンネル[一次資料 4]
- 熱中スポーツ応援団 - MC[一次資料 4]

### 一次資料出典
1. ↑  橋本和芳 (2012年6月2日). “うれしい誕生日プレゼント！！”. ハッシーの熱中観戦記.   北陸朝日放送. 2013年9月9日時点のオリジナルよりアーカイブ。2024年2月20日閲覧。
2. 1 2 3 4 5 6  “橋本和芳プロフィール”.   北陸朝日放送. 2008年10月5日時点のオリジナルよりアーカイブ。2024年2月20日閲覧。
3. ↑  橋本和芳 (2009年6月19日). “パパになりました！！”. ハッシーの熱中観戦記.   北陸朝日放送. 2009年7月15日時点のオリジナルよりアーカイブ。2024年2月20日閲覧。
4. 1 2 3 4 5 6  橋本和芳 (2016年3月28日). “石川での青春！11年間、ありがとうございました。”. ハッシーの熱中観戦記.   北陸朝日放送. 2016年4月8日時点のオリジナルよりアーカイブ。2024年2月20日閲覧。
5. ↑  “出演者プロフィール”. 土曜はドキドキ.   北陸朝日放送. 2014年12月26日時点のオリジナルよりアーカイブ。2024年2月20日閲覧。
6. ↑  “橋本和芳プロフィール”.   北陸朝日放送. 2010年10月8日時点のオリジナルよりアーカイブ。2024年2月20日閲覧。

### 上記以外の出典
1. ↑  岡本夏生 (2015年9月12日). “北陸朝日放送、土曜はドキドキの皆さんだっちゅーの”. 岡本夏生オフィシャルブログ「人生ガチンコすぎるわよ！」. 2024年2月20日閲覧。
2. ↑  イブ6プラス（とちぎテレビ） [@evening6plus] (2024年1月31日). "2024年1月31日のXポスト". X（旧Twitter）より2024年2月20日閲覧。
3. ↑  “栃木県市民メディア連絡協議会”.   特定非営利活動法人 e-とちぎ. 2024年2月20日閲覧。
4. ↑  “第5回ANNアナウンサー大賞決定！”. アナウンス部ニュース バックナンバー.  テレビ朝日 (2006年12月13日). 2024年2月20日閲覧。
5. ↑  “第6回ANNアナウンサー大賞決定！”. アナウンス部ニュース バックナンバー.   テレビ朝日 (2007年12月21日). 2024年2月20日閲覧。
6. ↑  “第7回ANNアナウンサー大賞決定！”. アナウンス部ニュース バックナンバー.   テレビ朝日 (2008年12月15日). 2024年2月20日閲覧。
7. ↑  “第17回中部テレビ大賞 表彰式”.   日本放送作家協会 中部支部 (2013年). 2024年2月20日閲覧。
8. ↑  “検索結果 HABひと物語スペシャル 魂の”けんかノック” 〜星稜・山下野球と甲子園〜”. 放送ライブラリー.  放送番組センター. 2024年2月20日閲覧。
9. ↑  “第52回（2014年度）”.  放送批評懇談会. 2024年2月20日閲覧。「奨励賞」タブをクリック/タップした先に記載。
10. 1 2  “日本民間放送連盟賞／2015年(平成27年)入選・事績”. 表彰番組・事績.  日本民間放送連盟. 2024年2月20日閲覧。